# صحيفة شبيغل الإلكترونية
شبيغل أون لاين (بالألمانية: Spiegel Online) (SPON) واحد من أكثر المواقع الإلكترونية الإخبارية الناطقة باللغة الألمانية قراءة. وقد تأسس في عام 1994 كذراع إلكتروني لمجلة الأنباء الألمانية دير شبيغل، ومع طاقم من الصحفيين المستقلين عن المجلة. شبيغل أون لاين اليوم هو أكثر موقع إعلامي زيارة في ألمانيا. أطلق شبيغل أون لاين انترناشونال في خريف عام 2004، وهو قسم باللغة الإنكليزية ويضم مقالات مترجمة إلى اللغة الإنجليزية.

## روابط خارجية
- شبيغل أون لاين
- شبيغل الدولية